# لوزدر وسطی
لوزدر وسطی روستایی در دهستان هندودر بخش سربند شهرستان شازند استان مرکزی ایران است.

## جمعیت
بر پایه سرشماری عمومی نفوس و مسکن در سال ۱۳۹۵ جمعیت این روستا ۶۱ نفر (۲۳خانوار) بوده‌است.